# توكسانبايفو
توكسانبايفو ( (بالبشكيرية: Туҡһанбай) Tuҡһanbai) - هي قرية في مقاطعة مياكينسكي ‏ في باشكورتوستان، روسيا. وهي جزء من مجلس قرية ينبي-أورسيفسكي .

## السكان
وفقا لتعداد عام 2002، فإن الإثنية السائدة هي الباشكير (98 ٪) .

## الموقع الجغرافي
تقع على الضفة اليسرى لنهر ديما .
المسافة إلى:
- مركز المقاطعة (قيرغيز مياكي [الإنجليزية]‏): 38 كم،
- وسط مجلس القرية (ينبي - أورسيفو [الإنجليزية]‏ ): 13 كم،
- أقرب محطة قطار ( أكسيونوفو ): 59 كم

## مشاهير
- مفتاحاختين اكميلا (14 ديسمبر 1831 - 8 أكتوبر 1895) - كان شاعر الباشكير والكازاخ والتتار، الشاعر والفيلسوف والمفكر، أكبر ممثل لشعر الباشكير في القرن التاسع عشر، أثر على جميع الأدب الوطني الباشكيري والتتاري والكازاخستاني، أعماله معروفة على نطاق واسع بين التركمان وكاراكالباك وغيرهم من الشعوب الناطقة بالتركية.[3][4]

## مشاهد
- متحف مفتاحاختين اكميلا - فرع المتحف الوطني الأدبي في قرية توكسانبايفو، ينير حياة وعمل مواطن موهوب في المنطقة.[5][6]

## وصلات خارجية
- مجلس بلديات جمهورية باشكورتوستان .
- بوابة توكسانبايفو "الأنساب والمحفوظات"